# Easy Pieces
Albums de Lloyd Cole and the Commotions
Rattlesnakes
(1984) Mainstream
(1987)
Singles
1. Brand New Friend
Sortie : 6 septembre 1985
2. Lost Weekend
Sortie : 1er novembre 1985
3. Cut Me Down
Sortie : 10 janvier 1986

Easy Pieces est le deuxième album du groupe britannique Lloyd Cole and the Commotions, sorti le 22 novembre 1985.
Bien que les critiques furent moins enthousiastes que pour Rattlesnakes, ce deuxième album a connu un succès commercial plus important. Il s'est notamment classé à la 5e place des charts britanniques et 6e en Nouvelle-Zélande.
Trois singles en sont extraits : Brand New Friend, Lost Weekend et Cut Me Down, les deux premiers classés dans le top 20 britannique.

## Liste des titres
| No  | Titre                    | Auteur                            | Durée |
| --- | ------------------------ | --------------------------------- | ----- |
| 1.  | Rich                     | Lloyd Cole                        | 4:23  |
| 2.  | Why I Love Country Music | - Cole - Blair Cowan              | 3:00  |
| 3.  | Pretty Gone              | - Neil Clark - Cole               | 3:32  |
| 4.  | Grace                    | Cole                              | 4:05  |
| 5.  | Cut Me Down              | Cole                              | 4:29  |
| 6.  | Brand New Friend         | - Cole - Cowan                    | 4:52  |
| 7.  | Lost Weekend             | - Clark - Cole - Lawrence Donegan | 3:14  |
| 8.  | James                    | Cole                              | 3:53  |
| 9.  | Minor Character          | - Clark - Cole                    | 3:46  |
| 10. | Perfect Blue             | Cole                              | 4:30  |
| 11. | Her Last Fling           | Cole                              | 2:47  |
| 12. | Big World                | Cole                              | 2:17  |
| 13. | Nevers End               | - Clark - Cole                    | 2:33  |

- Les titres 11, 12 et 13 ne figurent pas sur la version vinyle

## Musiciens
- Neil Clark : guitare
- Lloyd Cole : chant, guitare
- Blair Cowan : claviers
- Lawrence Donegan : basse, guitare
- Stephen Irvine : batterie, tambourin

Musiciens additionnels
- Jimmy Thomas, Jimmy Helms, Lance Ellington, Jimmy Chambers, Tony Jackson, Lynda Hayes : chœurs
- Anne Dudley : arrangements cordes
- Gary Barnacle : arrangements cuivres

## Classements hebdomadaires
| Classement (1985-1986)        | Meilleure place |
| ----------------------------- | --------------- |
| Australie (Kent Music Report) | 14              |
| Canada (RPM Top Albums)       | 77              |
| Nouvelle-Zélande (RIANZ)      | 6               |
| Pays-Bas (Mega Album Top 100) | 37              |
| Royaume-Uni (UK Album Chart)  | 5               |
| Suède (Sverigetopplistan)     | 25              |

## Certification
| Pays              | Certification | Unités certifiées |
| ----------------- | ------------- | ----------------- |
| Royaume-Uni (BPI) | Or            | 100 000           |